# Fagosom
Fagosom (syn. fagolizosom) – wakuola otaczająca podczas fagocytozy patogenną komórkę (bakterię), ograniczona błoną pochodzącą z komórki fagocyta. W dalszej fazie fagocytozy do błony fagosomu przywiera jeden lub dwa lizosomy, wydzielające enzymy trawienne. Połączony z lizosomem fagosom nosi nazwę lizosomu wtórnego.